# Justinus Van der Brugghen
Justinus van der Brugghen (Nimega, 6 agosto 1804 – Ubbergen, 2 ottobre 1863) è stato un politico belga, primo ministro dei Paesi Bassi dal 1º luglio 1856 al 18 marzo 1858.
Rappresentante di Zutphen alla Tweede Kamer, durante il suo governo Van der Brugghen si impegnò per la riforma dell'istruzione pubblica.